# ناحیه هنگو
ناحیه هنگو (به انگلیسی: Hangu District) یک ناحیه در پاکستان است که در هنگو واقع شده‌است. ناحیه هنگو ۱٬۰۹۷ کیلومتر مربع مساحت و ۵۱۸٬۷۹۸ نفر جمعیت دارد.